# Attitude (Album)
Attitude ist das fünfte Studioalbum der norwegischen Thrash-Metal-Band Susperia. Es wurde am 18. Mai 2009 durch Candlelight Records veröffentlicht.

## Entstehung
Nachdem das Vorgängeralbum Cut from Stone unter stressigen Bedingungen eingespielt wurde, nahmen sich die Musiker für das Album Attitude mehr Zeit. Im Sommer 2008 zog sich die Band in die Waldhütte des Bassisten Memnock (bürgerlich Håkon Didriksen) zurück und konnte ohne Ablenkung an dem neuen Material arbeiten. Das Album Unlimited aus dem Jahre 2004 entstand auf ähnliche Weise. Ursprünglich sollte das Album Speaking Killing Words heißen.
Das Schlagzeug und der Gesang wurden im Oktober und November 2008 in den Strand Studios in Oslo, die Gitarren und der Bass im Dezember 2008 im Studio Cyrus aufgenommen. Das Album wurde von der Band selbst produziert. Gemischt wurde Attitude von Henrik Udd und Fredrik Nordström, das Mastering übernahm Tim Turan. Als Gastmusiker traten der Testament-Sänger Chuck Billy („Live My Dreams“) und der Dimmu-Borgir-Sänger Shagrath (bürgerlich Stian Tomt Thoresen; „Sick Bastard“) auf. Billy wollte bereits auf dem Vorgängeralbum Cut from Stone mitwirken, was aus terminlichen Gründen nicht geklappt hat. Shagrath hingegen ist mit dem Musikern von Susperia befreundet und war regelmäßig im Studio zu Gast, als Athera (bürgerlich Pål Mathiesen) seinen Gesang aufnahm.
Nebenbei trennten sich Susperia von ihrem bisherigen Label Tabu Recordings. Die Firma wurde von einem großen Konzern aufgekauft, wodurch viele Mitarbeiter entlassen wurden. Laut Memnock waren von den Mitarbeitern, die Susperia damals unter Vertrag genommen hatten, keiner mehr da gewesen. Im Februar 2009 wurde die Band von Candlelight Records unter Vertrag genommen, die zuvor schon die Alben von Susperia in den USA vertrieben hatten.

## Titelliste
1. The Urge – 3:58
2. Live My Dreams – 3:30
3. Attitude – 3:41
4. Elegy and Suffering – 3:58
5. Sick Bastard – 4:06
6. Another Turn – 3:23
7. Mr. Stranger – 4:43
8. Character Flaw – 4:28
9. The One After All – 5:05

## Rezeption
Für den Rezensenten Jens von Onlinemagazin Metal.de ist Attitude ein „eindrucksvolles Album“. Es sei „energisch, ehrlich und schlichtweg die Thrash-Überraschung des Jahres!“, kritisierte aber die kurze Spielzeit von knapp 37 Minuten. Er vergab neun von zehn Punkten. Enrico Ahlig vom Onlinemagazin Powermetal.de bezeichnete Attitude als ein „empfehlenswertes Album für Metal-Fans jeglicher Couleur“ und vergab 8,5 von zehn Punkten. Enttäuscht zeigte sich hingegen Larry Owens vom Onlinemagazin Teeth of the Divine, der den klaren Gesang von Athera und die „langweiligen, sich wiederholenden Gitarrenriffs“ kritisierte.